# Бярда, Богумила Славомировна
Богумила Славомировна Бярда (род. 24 мая 1999, Калининград) — российская волейболистка, диагональная нападающая. Мастер спорта России.

## Биография
Богумила Бярда начала заниматься волейболом в калининградской СШОР № 10 у тренера М. Т. Леньшина. В 2013 приглашена в Краснодар и с того же года выступала за дубль местного «Динамо» в Молодёжной лиге чемпионата России. С 2016 — играла также и за основной состав «Динамо» (Краснодар). В 2019—2020 и 2022—2023 на правах аренды выступала за «Тулицу», после чего возвращалась в «Динамо». С 2023 играла в Румынии и Греции, а в 2025 вернулась в Россию, заключив контракт с ВК «Заречье-Одинцово».
Брат Богумилы — Славомир Бярда — волейболист команды «Кама» (Пермский край).

### Клубная карьера
- 2013—2019 —  «Динамо»-2 (Краснодар) — молодёжная лига;
- 2016—2019 —  «Динамо» (Краснодар) — суперлига;
- 2019—2020 —  «Тулица» (Тула) — высшая лига «А»;
- 2020 —  «Динамо»-ЦОП (Краснодар) — молодёжная лига;
- 2020—2022 —  «Динамо» (Краснодар) — суперлига;
- 2022—2023 —  «Тулица» (Тула) — суперлига;
- 2023—2024 —  «Альба-Блаж» (Блаж);
- 2024—2025 —  «Панатинаикос» (Афины);
- с 2025 —  «Заречье-Одинцово» (Московская область) — суперлига.

## Достижения
- серебряный призёр чемпионата Румынии 2024.
- бронзовый призёр розыгрыша Кубка России 2020.
- бронзовый призёр розыгрыша Кубка Молодёжной лиги 2018.
- серебряный призёр чемпионата России среди команд высшей лиги «А» 2020.